# Лукошков, Владимир Сергеевич
Влади́мир Сергее́вич Луко́шков (13.07.1906 — 10.06.1975) — советский учёный в области СВЧ-электроники, ветеран электронной промышленности, доктор технических наук, профессор.

## Биография
Окончил Ленинградский политехнический институт в 1931 году. Свою научную деятельность начал в отраслевой вакуумной лаборатории при ленинградском заводе «Светлана», в 1935 г. возглавил теоретический отдел. В 1941 г. защитил кандидатскую диссертацию.
В годы Великой Отечественной войны  работал над созданием новых типов электронных приборов для оборонной промышленности в Новосибирске. 
В течение многих лет, с 1943 по 1962 год, бессменно руководил теоретическим отделом НИИ-160 (современное название ФГУП НПП «Исток»; Фрязино, Московской области) — головного в области электроники СВЧ института Министерства электронной промышленности .
В 1958 году защитил в МЭИ докторскую диссертацию на тему «Моделирование источников поля в электролитической ванне при решении задач математической физики».
Основатель и признанный руководитель научной школы методов расчета электронно-оптических систем ЭВП. Разработанные им методы математического моделирования с использованием электролитической ванны явились основой для создания серии автоматических траектографов заряженных частиц, нашедших широкое применение для расчета электронных пушек важнейших типов ЭВП. На основе его идей и методов разработаны алгоритмы и программы для эффективного расчета электронных пушек на современных ЭВМ. 
Доклады, прочитанные Владимиром Сергеевичем на Парижском конгрессе по электронике в 1956 г. и на Второй чехословацкой конференции по электронике в 1962 г., получили высокую оценку научной общественности.
Владимир Сергеевич — автор первой строгой теории двухзазорного магнетрона. Им предложен новый ставший классическим метод усреднения, который вошел во все монографии по расчетам электронных ламп с сетками. Впоследствии этот метод нашел широкое применение для расчета антенных решеток и замедляющих систем.
Много и плодотворно работал в области физического моделирования электромагнитных систем методом зонда с высокоомной подводкой, в области магнитостатики, теплотехники, статистики, теории надёжности и т. д.
Владимир Сергеевич был инициатором и активным пропагандистом методов машинного проектирования ЭВП с использованием современных ЭВМ.
Преподавал в ЛЭТИ, ЛПИ, МГУ.
Был одним из основателей сборника «Электроника СВЧ», работал в нем с большим интересом и отдачей, не жалея времени и сил на редактирование статей. Во многом благодаря его усилиям серия «Электроника СВЧ» стала одним из авторитетных печатных органов отрасли.

## Кто стоял у истоков
Владимир Сергеевич Лукошков был одним из тех советских ученых, с кем в 1950—1960-е годы связывалось представление о состоянии вакуумной электроники в НИИ-160 (позднее НИИ-17, ныне ФГУП НПП «Исток») и вообще в нашей стране. В эту плеяду входили такие корифеи, как В. Ф. Коваленко — советский изобретатель отражательного клистрона, С. А. Зусмановский — создатель первых советских магнетронов, А. П. Федосеев — руководитель крупнейшего в стране подразделения, разрабатывавшего магнетроны, тот самый, который на международной авиационной выставке в Бурже сбежал на Запад.
Владимир Сергеевич был физиком-теоретиком, нацеленным на решение прикладных задач в электронике. Он был инициатором создания теоретического отдела в НИИ и первым его руководителем, объединившим и возглавившим группу молодых специалистов, склонных к теоретической работе. Вокруг него всегда были люди. На дверях своего кабинета Владимир Сергеевич повесил записку: «Входить без стука!» А поскольку дверь в кабинете находилась у него за спиной (чуть правее), в углу он повесил зеркало, чтобы одним взглядом, не поворачивая головы, видеть входящего. Это — не лень, а то, что позднее стало называться научной организацией труда. Он не хотел попусту тратить время. «Заходите, заходите! Если уже пришли, заходите и садитесь! Сейчас закончу разговор и займемся с Вами!»
От Лукошкова исходил необычный заряд живости и энергии. Ходил он быстро. Лифтом не пользовался, взбегая на пятый этаж одновременно с ним. «А я уже здесь!» Из поезда метро быстро выходил на середину зала («на оперативный простор»), где еще не было людей, и по свободному месту устремлялся к выходу. Владимир Сергеевич в детстве слегка заикался и потому часто говорил нараспев. Казалось, что в нем все время звучала музыка. Музыку он любил, понимал, называл себя «шостаковичистом».
В 1962 году Владимира Сергеевича назначили заместителем директора института по научной работе, освободив от должности начальника теоретического отдела. При этом Владимир Сергеевич продолжал руководить аспирантурой, был заместителем главного редактора журнала «Электроника», членом экспертного совета Высшей Аттестационной комиссий.

## Семья
Жена, шестеро детей.